# Herman Parret
Herman Parret (Izegem, 9 de junho de 1938) é um filósofo belga. Professor emérito da Universidade Católica de Leuven (KU Leuven), sua obra diz respeito principalmente à estética, à semiótica e à filosofia da linguagem.

## Biografia
Parret estudou na KU Leuven, onde obteve os graus de licenciatura em filologia românica (em 1960), licenciatura em filosofia (em 1962) e doutorado em filosofia (em 1970). Durante seus anos de doutorado, frequentou a École des hautes études en sciences sociales com Algirdas Julien Greimas, mantendo contato direto com Roland Barthes, Jacques Derrida, Michel Foucault e Roman Jakobson. Seu pós-doutorado o levou ao Instituto de Tecnologia de Massachusetts com Noam Chomsky, depois à Universidade da Califórnia em Berkeley com John Searle, Paul Grice e Donald Davidson e à Universidade de Stanford com Julius Moravcsik. Ele ocupou um cargo permanente no Fundo Nacional para Pesquisa Científica desde 1974, onde obteve o posto de diretor de pesquisa em 1986. Ao mesmo tempo, foi professor extraordinário na Universidade de Antuérpia, depois na Universidade de Leuven desde 1997 quando foi finalmente nomeado professor titular em 2000.
Professor visitante em diversas universidades – Universidade de Siena de 2003 a 2010, Universidade Estadual de Campinas (1976, 1977, 1986, 1994), Universidade de São Paulo (1986 e 1994), Universidade de Tel Aviv (1978 e 1979), Universidade de San Diego (1985), Universidade de Osaka (1986), Universidade de Roma "La Sapienza" (2015).

## Publicações
- Language and Discourse, Den Haag, 1971, 291 p.
- Discussing Language. Dialogues with Wallace L. Chafe, Noam Chomsky, Algirdas J. Greimas, M.I.K. Halliday, Peter Hartmann, George Lakoff, Sydney M. Lamb, André Martinet, James McCawley, Sebastian K. Saumjan, and with Jacques Bouveresse, Den Haag, 1974, 442 p.
- Het denken van de grens. Vier opstellen over Derrida's grammatologie, Leuven, 1975, 182 p..
- Filosofie en taalwetenschap, Assen, 1979, 124 p.
- Contexts of Understanding, Amsterdam, 1980, 109 p.
- Semiotics and Pragmatics. An Evaluative Comparison of Conceptual Frameworks, Amsterdam, 1983, 136 p.
- Les passions. Essai sur la mise en discours de la subjec¬tivité, Brussel, 1986, 199 p.
- Prolégomènes à la théorie de l'énonciation. De Husserl à la pragmatique, Berne, 1987, 414 p.
- Le sublime du quotidien, Parijs/Amsterdam/Philadelphia, 1988, 283 p.
- Enunciaçao e Pragmatica, Campinas, 1988, 256 p.
- The Aesthetics of Communication. Pragmatics and Beyond, Dordrecht/Boston/London, 1993, 274 p. - L’esthétique de la communication. L’au-delà de la pragmatique, Brussel, 1999, 231 p. - A Estetica da Comunicaçao. Alem da Pragmatica, Campinas, 1997, 204 p.
- Semiotica y Pragmatica. Una comparacion evaluativa de marcos conceptuales, Buenos Aires, 1993, 203p.
- Saussure - Manoscritti di Harvard (a cura), Roma/ Bari, 1994, 131 p.
- De la semiotica a la estetica: enunciacion, sensacion, pasiones, Buenos Aires, 1995, 256 p.
- (in Korean) Courants de la sémiotique contemporaine, Seoul, 1995, 262 p.
- La voix et son temps, Brussel, 2002, 189 p.
- Tre lezioni sulla memoria, Firenze, 2005, 96 p.
- Epiphanies de la présence. Essais sémio-esthétiques, Limoges, 2006, 238 p. - Epifanias de la presencia. Ensayos semio-esteticos, Lima, 2008, 307 p.
- Sutures sémiotiques, Limoges, 2006, 148 p.
- Les Sébastiens de Venise, Leuven, 2008, 371 p.
- Le son et l’oreille. Six essais sur les manuscrits saussuriens de Harvard, Limoges, 2014, 154p.
- Une sémiotique des traces. Trois leçons sur la mémoire et l’oubli, Limoges, 2018, 74 p.
- Structurer. Progrès sémiotiques en épistémologie et en esthétique, Louvain-la-Neuve, 2018, 108 p..
- La main et la matière. Jalons d’une haptologie de l’œuvre d’art, Parijs, 2018, 504 p.
- La délicatesse des sens, Paris, 2023, 208 p.